# ユリウス・エドガー・リリエンフェルト
ユリウス・エドガー・リリエンフェルト（Julius Edgar Lilienfeld、1882年4月18日 -	1963年8月28日）はドイツの物理学者。

## 来歴
1882年にオーストリア＝ハンガリー帝国リヴィウで生まれた。フンボルト大学ベルリンで学んだ後、1905年に博士号を取得してライプツィヒ大学に勤務した。1925年に電界効果トランジスタの原型を考案して3件の特許を取得したものの、当時の技術水準では実現しなかった。1926年からはアメリカ合衆国に定住して研究を続けた。1990年にリリエンフェルトの構造が増幅作用を生じることが確認された。1963年に死去した。
彼を顕彰し、American Physical Society（米国物理学会）は1989年からその名を冠したリリエンフェルト賞を毎年1名に贈っている。

## 著書
- Das Laboratorium für tiefe Temperaturen (Luft- und Wasserstoffverflüssigung) des physikalischen Instituts der Universität Leipzig

## 特許
- アメリカ合衆国特許第 1,122,011号
- アメリカ合衆国特許第 1,218,423号
- アメリカ合衆国特許第 1,611,653号
- アメリカ合衆国特許第 1,745,175号
- アメリカ合衆国特許第 1,900,018号
- アメリカ合衆国特許第 1,920,799号
- アメリカ合衆国特許第 1,954,636号
- アメリカ合衆国特許第 1,986,779号
- アメリカ合衆国特許第 1,989,622号
- アメリカ合衆国特許第 2,001,790号
- アメリカ合衆国特許第 2,015,484号
- アメリカ合衆国特許第 2,036,878号
- アメリカ合衆国特許第 2,079,516号
- アメリカ合衆国特許第 2,585,947号
- アメリカ合衆国特許第 2,662,995号
- アメリカ合衆国特許第 2,686,892号
- アメリカ合衆国特許第 2,742,596号
- アメリカ合衆国特許第 2,891,603号
- アメリカ合衆国特許第 2,907,376号